# Jeffrén Suárez
Jeffrén Isaac Suárez Bermúdez (Ciudad Bolívar, 20 de enero de 1988) es un exfutbolista y entrenador venezolano, que jugaba como centrocampista. Desde septiembre de 2024 está sin equipo tras dirigir al Chiangmai United F. C. de Tailandia.
Es el primer Venezolano en ganar la Liga de Campeones de la UEFA y la Copa Mundial de Clubes de la FIFA.[cita requerida]

## Biografía
Nacido en Venezuela, cuando tenía un año de edad, su familia se mudó al municipio de Tegueste en Tenerife (Canarias, España), donde se crió. Comenzó su formación en las categorías inferiores del C. D. Tenerife, pero en 2004 se trasladó a Barcelona para integrarse en el juvenil B del F. C. Barcelona.

## Trayectoria

### F. C. Barcelona
Debutó en el primer equipo en un partido de Copa del Rey contra el Club de Fútbol Badalona, donde ingresó en el minuto 85, en sustitución de Javier Saviola.
Participó en dos partidos en la Copa Cataluña 2007-08, ambos de titular, y el equipo perdió la final con el Gimnàstic de Tarragona. Esa temporada la disputó en Tercera División, con Josep Guardiola de entrenador, y jugó treinta partidos y anotó seis goles. Disputó los play-offs de ascenso a Segunda División B de España, que finalmente consiguieron.

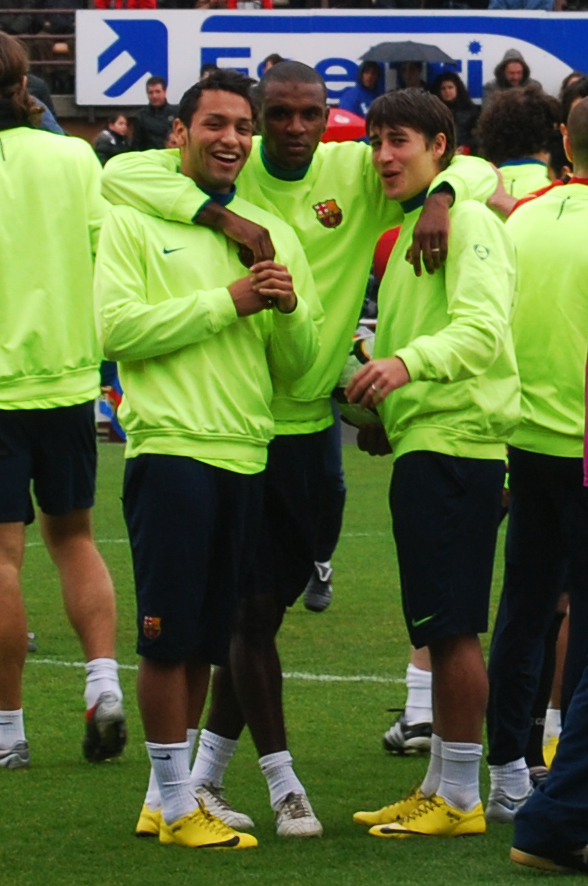
Jeffrén junto con Éric Abidal y Bojan Krkić, en febrero de 2010

El 14 de julio de 2008 fue convocado por Guardiola, entrenador del primer equipo, para realizar la pretemporada en Saint Andrews con el primer equipo. El 24 de julio, disputó su primer partido de pretemporada, una victoria por 6-0 ante el Hibernian Football Club, donde entró en el segundo tiempo y dio dos asistencias. El 30 de julio, ante la Fiorentina, convirtió su primer gol. Terminó la pretemporada con seis partidos, dos goles y cuatro asistencias. Participó en el Trofeo Joan Gamper, que ganaron tras derrotar a Boca Juniors. Después de esto, regresó a la filial y participó en un partido de pretemporada, en el que marcó.
Varios clubes se mostraron interesados en Jeffrén, entre ellos, el C. D. Tenerife, Villarreal C. F., Real Zaragoza, Celtic F. C., Levante U. D., Sevilla F. C., Celta de Vigo. El Real Zaragoza estuvo cerca de ficharlo, pero tras el pedido de Guardiola, el jugador decidió quedarse.
En la Segunda División B de España 2008-09, disputó veinte partidos anotó cinco goles, jugó 1 520 minutos y fue amonestado dos veces. Su equipo obtuvo la quinta plaza, a un punto de los play-offs de ascenso a Segunda División de España.
El 17 de mayo de 2009, debutó en Primera División, al final de temporada, en el ONO Estadi de Palma de Mallorca, cuando sustituyó en la segunda parte a Pedro, en un encuentro donde el Barcelona, que ya había ganado la liga matemáticamente, perdió con el R. C. D. Mallorca por 2-1.
En la pretemporada 2009-10, marcó tres goles, uno en la victoria por 1-4 ante el Al-Ahly, el segundo al Los Ángeles Galaxy, que dio la victoria a su club, y el 5 de agosto al Seattle Sounders, en una goleada 4-0.
El 29 de septiembre, debutó en Liga de Campeones cuando sustituyó a Andrés Iniesta en el descanso del partido que los enfrentó con el Dinamo de Kiev en el Camp Nou. El 29 de noviembre, marcó el quinto gol al Real Madrid en el clásico que los azulgranas ganaron por 5 a 0.
El 3 de abril de 2010, anotó frente al Athletic Club su primer gol con el primer equipo, en una victoria por 4-1.

### Sporting Clube de Portugal
En agosto de 2011 el FC Barcelona traspasó a Jeffren al Sporting de Lisboa por 3 750 000 euros, más 200 000 euros en variables y un 20% de la plusvalía de una posible venta del jugador. El acuerdo incluía una opción de recompra. De esta manera el jugador pasará a formar parte del club portugués por las siguientes cinco temporadas con una cláusula de rescisión de 30 millones de euros.
En un principio es titular en el equipo portugués, pero después, tras no haber encajado en el equipo, fue suplente todo el torneo portugués y en la Liga Europa de la UEFA. Su paso por este club fue bastante irregular.

### Real Valladolid
El 31 de enero de 2014, el último día del mercado invernal de fichajes en la Primera División, se hizo oficial su fichaje por el Real Valladolid tras rescindir previamente el jugador el contrato que le unía al Sporting de Lisboa. Pronto se ganó un puesto como titular en el equipo de Juan Ignacio Martínez, aunque tras no rendir al nivel mínimo esperado perdió la titularidad de cara a los partidos importantes, en los que el Real Valladolid acabó consumando su descenso a Segunda División tras ganar apenas 7 partidos durante todo el año y caer en los dos últimos.

### Europa
Tras salir del Real Valladolid, se marchó a Bélgica para jugar durante dos temporadas en el K. A. S. Eupen. En la 2017-18 se comprometió con el Grasshoppers de Suiza, donde permaneció hasta su fichaje en enero de 2019 por el AEK Larnaca chipriota. Un año después probó fortuna en Croacia con el N. K. Slaven Belupo.

### Asia
El 28 de enero de 2021 se comprometió con el Al Dhaid S. C. En junio de ese mismo año se marchó a Tailandia, donde jugó para el Lamphun Warriors F. C. y el Chiangmai United F. C.

## Selección nacional

### España

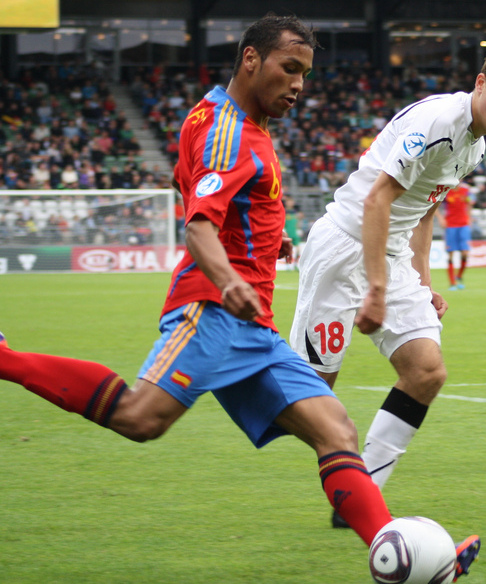
Jeffrén durante un partido de la selección de España sub-21 en 2011.

Con las categorías juveniles de la selección española, ganó el Campeonato Europeo de la UEFA Sub-19 2006. Disputó los cinco partidos y le marcó un gol a Austria en la semifinal.
El 10 de febrero de 2009 debutó en la sub-21 contra la Noruega en un empate 1-1, donde jugó 29 minutos. El 25 de junio de 2011, se proclamó campeón de la Eurocopa Sub-21 de 2011, donde jugó tres partidos y marcó un gol.

### Venezuela
En 2006 recibió una llamada del entrenador de la selección venezolana Richard Páez, pero decidió rechazar la oferta.
El 4 de junio de 2009, la FIFA aprobó la eliminación del límite de edad de los jugadores con doble nacionalidad para ser seleccionables por otro país. De esta manera, habiendo cumplido veintiún años, Jeffrén pudo ser reconsiderado para la selección venezolana.
En julio de 2010, descartó la opción y declaró:

«Junto con mi familia, tomé una decisión hace tiempo: decidí jugar con la selección de España. Ya puede venir el entrenador de la selección venezolana, pero yo tomé una decisión y no la voy a cambiar».

Sin embargo, en abril de 2013 manifestó su interés en jugar para Venezuela.
Finalmente, en septiembre de 2014, visitó la concentración venezolana, que en ese momento realizaba un módulo en Madrid, y le dijo al seleccionador Noel Sanvicente que podía contar con él. El entrenador hizo la siguiente declaración: "Si [Jeffrén] tuvo una novela o no en el pasado, no lo sé. Lo que sí tengo claro es que está dispuesto a estar con nosotros en las próximas convocatorias de la selección, y lo vamos a considerar".
El 18 de agosto de 2015, Sanvicente lo convocó para jugar los amistosos contra Honduras y Panamá. El 8 de septiembre, hizo su debut en el amistoso contra Panamá.

### Participaciones en Eurocopas
| Europeo                 | Sede      | Resultado |
| ----------------------- | --------- | --------- |
| Europeo Sub-19 de 2006  | Polonia   | Campeón   |
| Eurocopa Sub-21 de 2011 | Dinamarca | Campeón   |

## Estadísticas

### Clubes
Actualizado al último partido jugado el 10 de enero de 2021.
| Club | Div.          | Temporada     | Liga  | Liga  | Liga   | Copas nacionales(1) | Copas nacionales(1) | Copas nacionales(1) | Torneos internacionales(2) | Torneos internacionales(2) | Torneos internacionales(2) | Total | Total | Total  |
| Club | Div.          | Temporada     | Part. | Goles | Asist. | Part.               | Goles               | Asist.              | Part.                      | Goles                      | Asist.                     | Part. | Goles | Asist. |
| --- | ------------- | ------------- | ----- | ----- | ------ | ------------------- | ------------------- | ------------------- | -------------------------- | -------------------------- | -------------------------- | ----- | ----- | ------ |
| F. C. Barcelona "B" · España | 2.ª B         | 2006-07       | 32    | 3     | ?      | —                   | —                   | —                   | —                          | —                          | —                          | 32    | 3     | ?      |
| F. C. Barcelona "B" · España | 3.ª           | 2007-08       | 30    | 6     | ?      | —                   | —                   | —                   | —                          | —                          | —                          | 30    | 6     | ?      |
| F. C. Barcelona "B" · España | 2.ª B         | 2008-09       | 20    | 5     | ?      | —                   | —                   | —                   | —                          | —                          | —                          | 20    | 5     | ?      |
| F. C. Barcelona "B" · España | Total         | Total         | 82    | 14    | 0      | 0                   | 0                   | 0                   | 0                          | 0                          | 0                          | 82    | 14    | 0      |
| F. C. Barcelona · España | 1.ª           | 2006-07       | 0     | 0     | 0      | 1                   | 0                   | 0                   | 0                          | 0                          | 0                          | 1     | 0     | 0      |
| F. C. Barcelona · España | 1.ª           | 2008-09       | 2     | 0     | 0      | 0                   | 0                   | 0                   | 0                          | 0                          | 0                          | 2     | 0     | 0      |
| F. C. Barcelona · España | 1.ª           | 2009-10       | 12    | 2     | 0      | 2                   | 0                   | 2                   | 4                          | 0                          | 0                          | 18    | 2     | 2      |
| F. C. Barcelona · España | 1.ª           | 2010-11       | 8     | 1     | 1      | 3                   | 0                   | 0                   | 2                          | 0                          | 0                          | 13    | 1     | 1      |
| F. C. Barcelona · España | Total         | Total         | 22    | 3     | 1      | 6                   | 0                   | 2                   | 6                          | 0                          | 0                          | 34    | 3     | 3      |
| Sporting de Lisboa Portugal | 1.ª           | 2011-12       | 11    | 3     | 1      | 3                   | 0                   | 0                   | 4                          | 0                          | 0                          | 18    | 3     | 1      |
| Sporting de Lisboa Portugal | 1.ª           | 2012-13       | 13    | 2     | 0      | 4                   | 0                   | 0                   | 4                          | 0                          | 0                          | 21    | 2     | 0      |
| Sporting de Lisboa Portugal | Total         | Total         | 24    | 5     | 1      | 7                   | 0                   | 0                   | 8                          | 0                          | 0                          | 39    | 5     | 1      |
| Real Valladolid C. F. · España | 1.ª           | 2013-14       | 11    | 0     | 1      | —                   | —                   | —                   | —                          | —                          | —                          | 11    | 0     | 1      |
| Real Valladolid C. F. · España | 2.ª           | 2014-15       | 35    | 3     | 2      | 1                   | 0                   | 0                   | —                          | —                          | —                          | 36    | 3     | 2      |
| Real Valladolid C. F. · España | Total         | Total         | 46    | 3     | 3      | 1                   | 0                   | 0                   | 0                          | 0                          | 0                          | 47    | 3     | 3      |
| K. A. S. Eupen · Bélgica | 2.ª           | 2015-16       | 17    | 3     | 2      | 1                   | 0                   | 0                   | —                          | —                          | —                          | 18    | 3     | 2      |
| K. A. S. Eupen · Bélgica | 1.ª           | 2016-17       | 26    | 2     | 0      | 5                   | 0                   | 0                   | —                          | —                          | —                          | 31    | 2     | 0      |
| K. A. S. Eupen · Bélgica | Total         | Total         | 43    | 5     | 2      | 6                   | 0                   | 0                   | 0                          | 0                          | 0                          | 49    | 5     | 2      |
| Grasshopper · Suiza | 1.ª           | 2017-18       | 32    | 5     | 4      | 4                   | 1                   | 1                   | —                          | —                          | —                          | 36    | 6     | 5      |
| Grasshopper · Suiza | 1.ª           | 2018-19       | 10    | 0     | 1      | 1                   | 1                   | 0                   | —                          | —                          | —                          | 11    | 1     | 1      |
| Grasshopper · Suiza | Total         | Total         | 42    | 5     | 5      | 5                   | 2                   | 1                   | 0                          | 0                          | 0                          | 47    | 7     | 6      |
| A. E. K. Larnaca Chipre | 1.ª           | 2018-19       | 14    | 0     | 0      | —                   | —                   | —                   | —                          | —                          | —                          | 14    | 0     | 0      |
| A. E. K. Larnaca Chipre | Total         | Total         | 14    | 0     | 0      | 0                   | 0                   | 0                   | 0                          | 0                          | 0                          | 14    | 0     | 0      |
| Slaven Koprivnica · Croacia | 1.ª           | 2019-20       | 11    | 1     | 2      | 1                   | 0                   | 0                   | —                          | —                          | —                          | 12    | 1     | 2      |
| Slaven Koprivnica · Croacia | 1.ª           | 2020-21       | 8     | 0     | 0      | 1                   | 0                   | 0                   | —                          | —                          | —                          | 9     | 0     | 0      |
| Slaven Koprivnica · Croacia | Total         | Total         | 19    | 1     | 2      | 2                   | 0                   | 0                   | 0                          | 0                          | 0                          | 21    | 1     | 2      |
| Lamphun Warrior F. C. Tailandia | 2.ª           | 2021-22       | 27    | 11    | 2      | 1                   | 0                   | 0                   | —                          | —                          | —                          | 28    | 11    | 2      |
| Lamphun Warrior F. C. Tailandia | Total         | Total         | 27    | 11    | 2      | 1                   | 0                   | 0                   | 0                          | 0                          | 0                          | 28    | 11    | 2      |
| Total carrera | Total carrera | Total carrera | 319   | 47    | 16     | 28                  | 2                   | 3                   | 14                         | 0                          | 0                          | 361   | 49    | 19     |
| (1) Incluye datos de la Copa del Rey, Supercopa de España, Copa de Portugal, Copa de Bélgica, Copa de Suiza y Copa de Croacia. (2) Incluye datos de la Liga Europa de la UEFA, Liga de Campeones de la UEFA, Supercopa de Europa y Copa Mundial de Clubes de la FIFA. |               |               |       |       |        |                     |                     |                     |                            |                            |                            |       |       |        |

### Selección
Actualizado al 25 de mayo de 2016, su último partido jugado.
| Sub-19 · España | 2006          | — | — | — | 8  | 3 | 0 | 8  | 3 | 0 |
| Sub-19 · España | 2007          | — | — | — | 3  | 2 | 0 | 3  | 2 | 0 |
| Sub-19 · España | Total         | 0 | 0 | 0 | 11 | 5 | 0 | 11 | 5 | 0 |
| Sub-20 · España | 2007          | 1 | 0 | 0 | —  | — | — | 1  | 0 | 0 |
| Sub-20 · España | Total         | 1 | 0 | 0 | 0  | 0 | 0 | 1  | 0 | 0 |
| Sub-21 · España | 2009          | 2 | 0 | 0 | 2  | 0 | 0 | 4  | 0 | 0 |
| Sub-21 · España | 2010          | — | — | — | 4  | 1 | 0 | 2  | 0 | 0 |
| Sub-21 · España | 2011          | 1 | 0 | 0 | 3  | 1 | 1 | 4  | 1 | 1 |
| Sub-21 · España | Total         | 3 | 0 | 0 | 9  | 2 | 1 | 12 | 2 | 1 |
| Absoluta · Venezuela | 2015          | 1 | 0 | 0 | 2  | 0 | 0 | 3  | 0 | 0 |
| Absoluta · Venezuela | 2016          | 1 | 0 | 0 | —  | — | — | 1  | 0 | 0 |
| Absoluta · Venezuela | Total         | 2 | 0 | 0 | 2  | 0 | 0 | 4  | 0 | 0 |
| Total carrera | Total carrera | 6 | 0 | 0 | 22 | 7 | 1 | 28 | 7 | 1 |
| (1) Incluye los partidos de Europeo Sub-19, Eurocopa Sub-21, fases clasificatorias europeas y eliminatorias mundialistas. |               |   |   |   |    |   |   |    |   |   |

## Palmarés

### Campeonatos nacionales
| Título                     | Club                   | País      | Año     |
| -------------------------- | ---------------------- | --------- | ------- |
| Tercera División de España | F. C. Barcelona "B"    | España    | 2007-08 |
| Primera División de España | F. C. Barcelona        | España    | 2008-09 |
| Copa del Rey               | F. C. Barcelona        | España    | 2008-09 |
| Supercopa de España        | F. C. Barcelona        | España    | 2009    |
| Primera División de España | F. C. Barcelona        | España    | 2009-10 |
| Supercopa de España        | F. C. Barcelona        | España    | 2010    |
| Primera División de España | F. C. Barcelona        | España    | 2010-11 |
| Liga 2 de Tailandia        | Lamphun Warriors F. C. | Tailandia | 2021-22 |

### Campeonatos internacionales
| Título                       | Equipo (*)         | Sede            | Año  |
| ---------------------------- | ------------------ | --------------- | ---- |
| Europeo Sub-19               | Selección española | Polonia         | 2006 |
| Supercopa de Europa          | F. C. Barcelona    | Mónaco          | 2009 |
| Copa Mundial de Clubes       | F. C. Barcelona    | Emiratos Árabes | 2009 |
| Liga de Campeones de la UEFA | F. C. Barcelona    | Reino Unido     | 2011 |
| Eurocopa Sub-21              | Selección española | Dinamarca       | 2011 |